# Bobryk Pierwszy
Bobryk Pierwszy (białorus. Бобрык Першы, ros. Бобрик 1-й) – rzeka w południowej Białorusi (obwód brzeski), lewy dopływ Prypeci w zlewisku Morza Czarnego. Długość - 109 km, powierzchnia zlewni - 1902 km², średni przepływ u ujścia - 7,6 m³/s, nachylenie - 0,3%.
Początek w leśnych bagnach koło miasta Hancewicze. Płynie na południowy wschód przez Polesie Prypeckie. Uchodzi do Prypeci koło Łunińca. Niewyraźna dolina szerokości 0,5–1 km, w dolnym biegu zlewa się z doliną Prypeci. Na długości 102 km rzeka jest skanalizowana i przesunięta do 3 km w bok od pierwotnego koryta. Szerokość koryta 3–3,5 m u początku, 35–40 m u ujścia. Do zlewni Bobryka Pierwszego należy m.in. jezioro Pohost.